# (20821) Balasridhar
(20821) Balasridhar (2000 UT5) – planetoida z grupy pasa głównego asteroid okrążająca Słońce w ciągu 3,56 lat w średniej odległości 2,33 j.a. Odkryta 24 października 2000 roku.